# Жолендово (Куявсько-Поморське воєводство)
Жолендово (пол. Żołędowo) — село в Польщі, у гміні Осельсько Бидґозького повіту Куявсько-Поморського воєводства.
Населення — 1380 осіб (2011).

## Демографія
Демографічна структура станом на 31 березня 2011 року:
|          | Загалом | Допрацездатний вік | Працездатний вік | Постпрацездатний вік |
| -------- | ------- | ------------------ | ---------------- | -------------------- |
| Чоловіки | 683     | 150                | 488              | 45                   |
| Жінки    | 697     | 134                | 456              | 107                  |
| Разом    | 1380    | 284                | 944              | 152                  |